# Randers FC
 Der er for få eller ingen kildehenvisninger i denne artikel, hvilket er et problem. Du kan hjælpe ved at angive troværdige kilder til de påstande, som fremføres i artiklen.

Randers FC er en professionel dansk fodboldklub fra den østjyske by Randers. Randers FC blev stiftet i 2003 og er en overbygning af seks lokale fodboldklubber; Randers Sportsklub Freja, Dronningborg Boldklub, Kristrup Boldklub, Vorup Frederiksberg Boldklub, Hornbæk Sports Forening og Randers KFUM.
Randers FC har hjemmebane på Cepheus Park Randers. Holdet spiller på Randers Sportsklub Frejas licens. Den bedste placering er en tredjeplads i sæsonen 2012/2013 
De sportslige højdepunkter er sejrene i pokalturneringen i maj 2006 og 2021.Begge sejre medførte deltagelse i henholdsvisUEFA Cuppen og kvalifikation til gruppespillet i den nuværende Europa League. I 2009 og 2010 kvalificerede Randers FC sig også til at spille europæisk fodbold, Pga. fair play-regler.

## Spillertrup
Oversigten er opdateret til og med 6. februar 2025
| Nr. | Land       | Position | Spiller               |
| --- | ---------- | -------- | --------------------- |
| 1   | Australien | MM       | Paul Izzo             |
| 3   | Danmark    | FO       | Daniel Høegh          |
| 4   | Holland    | FO       | Wessel Dammers        |
| 5   | Australien | FO       | Oliver Jones          |
| 6   | Sverige    | MI       | John Björkengren      |
| 7   | Australien | AN       | Mohamed Touré         |
| 9   | Norge      | AN       | Simen Nordli          |
| 10  | Jamaica    | AN       | Norman Campbell       |
| 11  | Armenien   | MI       | Edgar Babayan         |
| 14  | Danmark    | MI       | Frederik Lauenborg    |
| 15  | Tyskland   | FO       | Björn Kopplin         |
| 16  | Danmark    | MI       | Laurits Raun Pedersen |
| 17  | Danmark    | MI       | Mathias Greve         |

| Nr. | Land     | Position | Spiller              |
| --- | -------- | -------- | -------------------- |
| 18  | Sverige  | AN       | Noah Shamoun         |
| 20  | Ghana    | AN       | Abdul Hakim Sulemana |
| 22  | Ghana    | MM       | Emmanuel Ogura       |
| 23  | Danmark  | FO       | Christian Østergaard |
| 24  | Danmark  | FO       | Sabil Hansen         |
| 25  | Danmark  | MM       | Oskar Snorre         |
| 26  | Frankrig | AN       | Florian Danho        |
| 27  | Danmark  | FO       | Oliver Olsen         |
| 28  | Danmark  | MI       | André Rømer          |
| 30  | Danmark  | MI       | Mike Themsen         |
| 44  | Danmark  | FO       | Nikolas Dyhr         |
| 90  | Nigeria  | AN       | Stephen Odey         |

## Trænerteam
- Cheftræner: Rasmus Bertelsen
- Assistenttræner: Fatah Abdirahman
- Assistenttræner: Michale Ravn
- Transitions- og assistenttræner: Janus Drachmann
- Målmandstræner: Erik Boye
- Fysisk træner: Tobias Elstrup
- Analytiker: Nikolaj Meier
- Fysioterapeut: Torben Blenstrup og Mads Olesen
- Læge: Peter Faunø og Martin Nielsen
- Holdledere: Peer Kam, Ferhat Alic og Emil Stanic

Oversigt sidst opdateret: 14. maj 2025.

## Administration
- Henrik Jørgensen, økonomidirektør
- Søren Pedersen, Fodbolddirektør
- Morten Hørby Andersen, salgs- marketingchef
- Anders Hedeager Petersen, sælger
- Lone Nikolajsen, salgs- og sponsorkoordinator
- Sylvester Hansen, sælger
- Jesper Hansen, drifts- og udviklingschef
- Michael Møller Højfeldt, IT- og billetkoordinator
- Rikke Juul Haslund, Økonomiassistent
- Ghita Lang, Økonomiassistent
- Trine Krogh Madsen, administrativ medarbejder
- Anders Juul, sikkerhedschef (tilknyttet)
- Martin Albrechtsen, kommunikationsmedarbejder
- Emil Madsen, Kommunikation & marketing
- Laura Bannerholt, Kommunikation & marketing
- Sylvester Hansen, SLO/fankoordinator

Oversigt sidst opdateret: 14. maj 2025.

## Historie

### Randers Freja
I 1898, blev Randers Sportsklub Freja stiftet. Klubben har haft flere sæsoner i toppen af dansk fodbold, første gang i den bedste række var i 1970. Tre gange har Randers Freja deltaget i DBU's landspokalfinaler, og har vundet dem alle – i 1967, 1968, og 1973.
Efter indførelsen af betalt fodbold i 1978 havde Randers Freja svært ved at genvinde den tidligere styrke – også selv om klubben satsede stort ved bl.a. at skrive kontrakt med Per Røntved i 1980. Både i 1985 og 1987 rykkede Randers Freja op i den bedste række (1. division), men begge gange rykkede klubben ned efter kun én sæson. 1990'erne var det absolutte lavpunkt, hvor Randers Freja endda på et tidspunkt risikerede nedrykning til Danmarksserien.

### Fusionen
På initiativ af blandt andet det lokale erhvervsliv fusionerede Randers Freja med Dronningborg Boldklub, Kristrup Boldklub, Vorup Frederiksberg Boldklub, Hornbæk Sports Forening og Randers KFUM og stiftede 1. januar 2003 overbygningsklubben Randers FC.
Randers FC skulle drive sin fodboldforretning på Frejas licens til at drive professionel fodbold. Den nystiftede klub begyndte i den næstbedste række, 1. division.

### Randers FC
I Randers FC's første sæson, 2002/03, sluttede klubben som nummer fire i 1. division med 51 point.
Sæsonen 2003/04 blev den helt store jubelsæson for Randers FC. Med en andenplads og 66 point sikrede klubben sig oprykning til Superligaen, og Randers var atter repræsenteret i landets bedste fodboldrække. Opholdet i Superligaen varede dog i første omgang kun én sæson. Randers FC sluttede på 12. pladsen i 2004/05 med 24 point, hvilket var ensbetydende med en nedrykning til næstbedste række, 1. division.
I juni 2006 rykkede klubben op i Superligaen igen efter med 61 point at have afsluttet sæsonen 2005/2006 på andenpladsen i 1. division. I maj 2006 vandt Randers FC Landspokalturneringen ved i finalen at slå Esbjerg fB i Parken i København. Sejren gav adgang til UEFA Cuppen.
I sæsonen 2006/2007 sluttede klubben på en ottendeplads med 38 point, og i sæsonen 2007/2008 sluttede den på en sjetteplads med 47 point.
I sæsonen 2008/2009 sluttede kronjyderne som nr. fem med 46 point. Randers FC-angriberen Marc Nyggard blev med 16 mål Superliga-topscorer sammen med FCK's Morten Nordstrand.
Randers FC kvalificerede sig efter sæsonen 2008/2009 til UEFA Europa League pga. fair play.
Randers FC endte på 10. pladsen i sæsonen 2009/2010 efter et mirakuløst comeback i foråret, hvor de startede med 8 point med 13 point op til nærmeste forfølger, FC Midtjylland. De løb desuden også ind i ind stime på 16 kampe i træk uden nederlag, men tabte den sidste kamp til bronzevinderne, som også havde leveret et flot comeback. De kvalificerede sig igen til UEFA Europa League pga. fair play i 2010.
Efter dette mirakel som Ove lavede, blev han som træner. Dette gik ikke som forventet og de rykkede ned i 1. Div. endnu engang. 
Randers FC havde efter en sæson i 1. Div. 2011/2012 nu været rykket op i Superligaen igen.
RFC var nu på mærkerne kom på en rigtig flot 3. plads, med 52 point, i Superligaen, men fik kun en 2. plads i Parken da de spillede pokalfinale. Det skal dog siges at deres målscore ikke noget at prale af, da den var på -6 mål(36-42).

### Internationalt
I sæsonen 2006-07, kvalificerede Randers FC sig til den daværende UEFA Cup, efter sejr i landspokalturneringen. Randers røg ud i 3. runde mod Fenerbahçe.
Randers FC kvalificerede sig efter sæsonen 2008/2009 til UEFA Europa League pga. fair play, da de blev nummer 2, og FC København som blev nummer 1, allerede havde kvalificeret sig til UEFA Champions League. Her røg de igen ud i 3. runde mod Hamburg.
Randers FC kvalificerede sig endnu engang efter sæsonen 2009/2010 til UEFA Europa League pga. fair play, da de blev nummer 2, og FC København som blev nummer 1, allerede havde kvalificeret sig til UEFA Champions League. Her starter de igen i 1. kvalifikationsrunde, her møder de F91 Dudelange som blev vundet 6 – 1 i Randers FC's favør. Returkampen blev dog tabt 1 – 2.
2. kvalifikationsrunde, mødte de Slovenske ND Gorica som blev vundet 3 – 0, og returkampen blev til uafgjort 1 – 1, som sender dem videre til 3. kvalifikationsrunde hvor de mødte schweiziske FC Lausanne-Sport. Hjemme endte kampen 2-2, hvorefter udekampen i Schweiz endte med 1-1, hvilket betød at Randers røg ud på grund af reglen om udebanemål.
Efter to års pause var det igen i sæsonen 2015/16 tid til at Randers skulle spille Europa League igen, klubben kom ind i turneringen via 1. kvalifikationsrunde. Klubben har indtil videre spillet 1. kvalifikationsrunde, her er det blevet til en samlet sejr på 4-0 mod det andorranske hold Sant Juliá. Her ventede 2. kvalifikationsrunde, hvor modstanderen var det svenske hold fra Elfsborg. Hjemme endte kampen 0-0. Men Randers tabte 1-0 på udebane og røg ud.

## Kendte spillere fra Randers FC
| ' | Ghana     | Issah Ahmed             |
| ' | Danmark   | Mikkel Beckmann         |
| ' | Danmark   | Søren Berg              |
| ' | Danmark   | Kevin Stuhr Ellegaard   |
| ' | Senegal   | Baye Djiby Fall         |
| ' | Danmark   | Carsten Fredgaard       |
| ' | Danmark   | Jonas Kamper            |
| ' | Danmark   | Frank Kristensen        |
| ' | Danmark   | Kasper Lorentzen        |
| ' | Brasilien | José Mota               |
| ' | Armenien  | Yura Movsisyan          |
| ' | Danmark   | Marc Nygaard            |
| ' | Danmark   | Allan Arenfeldt Olesen  |
| ' | Danmark   | David Ousted            |
| ' | Danmark   | Søren Pedersen          |
| ' | Danmark   | Ronnie Schwartz         |
| ' | Danmark   | Stig Tøfting            |
| ' | Georgien  | Saba Lobzhanidze        |
| ' | Danmark   | Mads Fenger             |
| ' | Danmark   | Nicolai Poulsen         |
| ' | Danmark   | Johnny Thomsen          |
| ' | Danmark   | Alexander Fischer       |
| ' | Danmark   | Kenneth Møller Pedersen |
| ' | Danmark   | Søren Holdgaard         |
| ' | Danmark   | Kasper Fisker           |

## Cheftrænere gennem tiden
| 2018-     | Danmark | Thomas Thomasberg   |
| 2018-2018 | Danmark | Rasmus Bertelsen    |
| 2017-2018 | Holland | Ricardo Moniz       |
| 2016-2017 | Island  | Ólafur Kristjánsson |
| 2012-2016 | England | Colin Todd          |
| 2011-2012 | Danmark | Michael Hemmingsen  |
| 2009-2011 | Danmark | Ove Christensen     |
| 2009-2009 | Danmark | John "Faxe" Jensen  |
| 2007-2009 | England | Colin Todd          |
| 2003-2007 | Danmark | Lars Olsen          |

## Stadion
Randers FC spiller sine hjemmekampe på Cepheus Park Randers. 
Cepheus Park Randers er ejet af Randers Kommune. I 2004 bevilgede Randers Byråd 40 millioner kroner til en renovering af stadion. Der blev bygget tre tribuner samt en bygning med bl.a. kontorfaciliteter, fitnesscenter og butik. Det nyrenoverede stadion stod færdig i august 2006 – omtrent samtidig med at Randers FC indledte sæsonen 2006/2007 i Superligaen efter oprykning fra 1. division. Randers FC flyttede efter invielsen af det nyrenoverede stadion sin administration hertil. Tidligere lå administrationen i Mediehuset i Randers Centrum.
Cepheus Park Randers har plads til 10.300 tilskuere, hvoraf 9.000 er siddepladser og 1.300 er ståpladser. De mest farverige supportere tager typisk opstilling på Nordtribunen i det ene hjørne. Supportere fra de klubber, der gæster Cepheus Park Randers, placeres på Sydtribunen (Quickpot-tribunen) i den modsatte ende af stadion. VIP-faciliteter og den såkaldte Thor-Lounge findes på Vesttribunen, også kaldet Verdo Tribunen.
Tilskuerrekorden på Randers Stadion igennem alle tider er fra Europa Cup-kampen mellem Randers Freja og Køln i 1969, som blev overværet af 17.000.

## Titler
Danmarksmesterskabet
- Mestre (0):
- Sølv (0):
- Bronze (1): 2013

Landspokalturneringen i fodbold
- Vinder (2) : 2006, 2021
  - Øvrige finalekampe (1): 2013

(Moderklubben Randers Freja vandt DM-sølv i 1973 og har desuden vundet pokalturneringen tre gange, i 1967, 1968 og 1973)

## Rekorder
Flest spillede kampe: 223 Mads Fenger
Flest Mål: 41 Ronnie Schwartz
Største sejr i ligaen: 5–0 Randers  – AaB (i 2007) 
Største nederlag i ligaen: 1–6 Randers  – FC Nordsjælland (i 2009), SønderjyskE – Randers FC (i 2012)
Flest tilskuere (på hjemmebane): 11,824 Randers  – Brøndby
Flest kampe uden nederlag i træk: 16 (29. november 2009 – 5. maj 2010)
Flest vundne kampe i træk: 6 (23. november 2020 – 8. februar 2021)
Flest kampe uden sejr i træk: 18 (31 maj 2009 – 29. november 2009)

## Sæsonoversigt
| Sæson   | Række       | Nr. | K  | V  | U  | T  | M+ | M- | P  | Noter                     |
| ------- | ----------- | --- | -- | -- | -- | -- | -- | -- | -- | ------------------------- |
| 2002/03 | 1. division | 4   | 30 | 15 | 6  | 9  | 65 | 49 | 51 |                           |
| 2003/04 | 1. division | 2   | 30 | 21 | 3  | 4  | 85 | 43 | 66 | Oprykning                 |
| 2004/05 | Superligaen | 12  | 33 | 5  | 9  | 19 | 30 | 64 | 24 | Nedrykning                |
| 2005/06 | 1. division | 2   | 30 | 19 | 4  | 7  | 64 | 39 | 61 | Oprykning / pokalvinder   |
| 2006/07 | Superligaen | 8   | 33 | 10 | 8  | 15 | 41 | 53 | 38 |                           |
| 2007/08 | Superligaen | 6   | 33 | 13 | 8  | 12 | 41 | 33 | 47 |                           |
| 2008/09 | Superligaen | 5   | 33 | 11 | 13 | 9  | 52 | 50 | 46 | Europa League (fair play) |
| 2009/10 | Superligaen | 10  | 33 | 10 | 10 | 13 | 37 | 43 | 40 | Europa League (fair play) |
| 2009/10 | Superligaen | 10  | 33 | 10 | 10 | 13 | 37 | 43 | 40 | Europa League (fair play) |
| 2010/11 | Superligaen | 11  | 33 | 6  | 16 | 11 | 41 | 48 | 34 | Nedrykning                |
| 2011/12 | 1. division | 2   | 26 | 15 | 4  | 7  | 38 | 22 | 49 | Oprykning                 |
| 2012/13 | Superligaen | 3   | 33 | 15 | 7  | 11 | 36 | 42 | 52 | Europa League             |
| 2013/14 | Superligaen | 7   | 33 | 9  | 14 | 10 | 41 | 45 | 41 |                           |
| 2014/15 | Superligaen | 4   | 33 | 14 | 10 | 9  | 39 | 28 | 52 | Europa League             |
| 2015/16 | Superligaen | 6   | 33 | 13 | 8  | 12 | 45 | 43 | 47 |                           |
| 2016/17 | Superligaen | 7   | 32 | 11 | 8  | 13 | 33 | 35 | 41 | Nedrykningsslutspil       |
| 2017/18 | Superligaen | 10  | 32 | 7  | 9  | 16 | 35 | 52 | 30 | Nedrykningsslutspil       |
| 2018/19 | Superligaen | 7   | 32 | 12 | 9  | 11 | 35 | 39 | 45 | Nedrykningsslutspil       |
| 2019/20 | Superligaen | 9   | 32 | 13 | 6  | 13 | 51 | 45 | 45 | Nedrykningsslutspil       |
| 2020/21 | Superligaen | 6   | 32 | 11 | 7  | 14 | 43 | 38 | 40 | Mesterskabsspil           |
| 2021/22 | Superligaen | 6   | 32 | 12 | 7  | 13 | 36 | 42 | 43 | Mesterskabsspil           |
| 2022/23 | Superliga   | 6   | 32 | 10 | 11 | 11 | 40 | 47 | 41 | Mesterskabsspil           |
|         |             |     |    |    |    |    |    |    |    |                           |

## Europæiske turneringer
| Sæson   | Turnering         | Runde   | Klub                        | Hjemme | Ude  | Samlet                                                   |
| ------- | ----------------- | ------- | --------------------------- | ------ | ---- | -------------------------------------------------------- |
| 2006/07 | UEFA Cup          | 1Q      | IA Akranes (Island)         | 1-0    | 1-2  | 2-2 (flest udebanemål)                                   |
|         |                   | 2Q      | FBK Kaunas (Litauen)        | 3-1    | 0-1  | 3-2                                                      |
|         |                   | 3Q      | Fenerbahce (Tyrkiet)        | 0-3    | 1-2  | 1-5                                                      |
| 2009/10 | Europa League     | 1Q      | Linfield F.C. (Nordirland)  | 4-0    | 3-0  | 7-0                                                      |
|         |                   | 2Q      | FK Sūduva (Litauen)         | 1-1    | 1-0  | 2-1                                                      |
|         |                   | 3Q      | Hamburger SV (Tyskland)     | 0-4    | 1-0  | 1-4                                                      |
| 2010/11 | Europa League     | 1Q      | F91 Dudelange (Luxemburg)   | 6-1    | 1-2  | 7-3                                                      |
|         |                   | 2Q      | Gorica (Slovenien)          | 1-1    | 3-0  | 4-1                                                      |
|         |                   | 3Q      | FC Lausanne-Sport (Schweiz) | 2-3    | 1-1  | 3-4                                                      |
| 2013/14 | Europa League     | 3Q      | Rubin Kazan (Rusland)       | 1-4    | 1-2  | 2-6                                                      |
| 2015/16 | Europa League     | 1Q      | UE Sant Julià (Andorra)     | 3-0    | 1-0  | 4-0                                                      |
|         |                   | 2Q      | IF Elfsborg (Sverige)       | 0-0    | 0-1* | 0-1 (*efter forlænget spilletid)                         |
| 2021/22 | Europa League     | PO      | Galatasray (Tyrkiet)        | 1-1    | 2-1  | Galatasray vinder                                        |
| 2021/22 | Conference leauge | 1.runde | Az Alkmaar                  | 2-2    | 1-0  |                                                          |
| 2021/22 | Conference leauge | 2.runde | CFR cluj                    | 2-1    | 1-1  |                                                          |
| 2021/22 | Conference leauge | 3.runde | Jablonec                    | 2-2    | 2-2  |                                                          |
| 2021/22 | Conference league | 4.runde | Jablonec                    | 2-2    | 2-2  |                                                          |
| 2021/22 | Conference leauge | 5.runde | CFR cluj                    | 2-1    | 1-1  |                                                          |
| 2021/22 | Conference leauge | 6.runde | Az Alkmaar                  | 2-2    | 1-0  | Randers nr 2 ud af 4 og de kommer videre til 1/16 finale |
| 2021/22 | Conference league | 1/16    | Leicester                   | 1-3    | 4-1  | Randers er ude i 1/16 finale og Leicester kommer videre  |

## UEFA-statistik
| Turnering                | Deltaget | Kampe | Vundet | Uafgjort | Tabt | mål + | mål - |
| ------------------------ | -------- | ----- | ------ | -------- | ---- | ----- | ----- |
| Europa League / UEFA Cup | 5        | 24    | 10     | 4        | 10   | 36    | 29    |

## Reference
1. ↑  Holdet, Randers FCs hjemmeside
2. ↑  Staben, Randers FCs hjemmeside
3. ↑  Administration, Randers FCs hjemmeside

## Ekstern kilde/henvisning
- Wikimedia Commons har flere filer relateret til Randers FC
- Randers FCs officielle hjemmeside
- Randers FCs fan magasin Arkiveret 21. august 2019 hos  Wayback Machine